# ريكيزو ماتسوهاشي
ريكيزٌ ماتسوهاشي (باليابانية: 松橋 力蔵) (22 أغسطس 1968 في طوكيو في اليابان – )؛ هو لاعب كرة قدم ياباني سابق كان يلعب كلاعب وسط.

## وصلات خارجية
- ريكيزو ماتسوهاشي على موقع رابطة كرة القدم اليابانية للمحترفين (اليابانية)
- ريكيزو ماتسوهاشي على موقع قاعدة بيانات كرة القدم.إي يو (الإنجليزية)
- ريكيزو ماتسوهاشي على موقع Soccerway.com (الإنجليزية)
- ريكيزو ماتسوهاشي على موقع عالم كرة القدم.نت (الإنجليزية)